# Elin Danielson-Gambogi
Elin Kleopatra Danielson-Gambogi (Noormarkku, 3 de setembro de 1861 – Antignano, 31 de dezembro de 1919) foi uma pintora finlandesa. 
Conhecida por seus retratos e trabalhos realistas, Elin foi parte da primeira geração de pintoras finlandesas a receber ensino profissional na arte. Neste grupo também estão incluídas Helene Schjerfbeck (1862–1946), Helena Westermarck (1857-1938) e Maria Wiik (1853-1928).

## Biografia
Elin nasceu na pequena vila de Noormarkku, perto da cidade de Pori, no oeste da Finlândia, em 1861. Era a primeira filha de Karl Danielson e Rosa Amalia Danielson, ambos de famílias de funcionários públicos e militares que os colocavam em uma classe média na sociedade da época. Passou a infância na fazenda da família, Ala-Sihtola, em Ilmajoki.
Porém, a fome na Finlândia de 1866-1868, que matou cerca de 15% da população da época, levou à falência tanto da fazenda quanto da família. Depois de ser forçado a vender a propriedade, seu pai cometeu suicídio. Sua mãe Rosa voltou para Noormarkku com as duas filhas. Determinada a prover uma educação decente para as filhas, Rosa trabalhou em vários empregos. Após a tragédia, e cercada pelas fortes figuras femininas de sua mãe, tia e avó, Elin adaptou uma estratégia de sobrevivência independente.
Aos 15 anos, Elin se mudou para Helsinki para estudar na Academia de Belas Artes, onde teve aulas com Carl Eneas Sjöstrand e Hjalmar Munsterhjelm. Em 1878, começou a ter aulas com Adolf von Becker.

### Paris
Em 1883 Elin recebeu uma bolsa e mudou-se para Paris, onde estudou na Academia Colarossi com Gustave Courtois. Nos verões, ela partia para a Bretanha para pintar nas paisagens locais. Alguns anos depois, ela voltou para a Finlândia e viveu com seus parentes em Noormarkku e Pori. Em 1888 abriu um ateliê em Noormarkku. Durante as décadas de 1880 e 1890, trabalhou como professora em várias escolas de arte na Finlândia. Ela também esteve na colônia de artistas de Önningeby foi fundada em 1886 por Victor Westerholm, um pintor paisagista finlandês.

### Itália
Em 1895, Elin ganhou uma bolsa e viajou para Florença. Um ano depois, mudou-se para a Antignano, onde conheceu um pintor 13 anos mais novo, Raffaello Gambogi (1874–1943). Os dois começaram a trabalhar juntos e se casaram em 27 de fevereiro de 1898. Juntos fizeram exposições em Paris, Florença (onde ela foi premiada com um prêmio de arte pela cidade, em Milão e em muitas cidades finlandesas. Suas pinturas também foram apresentadas na Exposição Universal de 1900, em Paris, onde ela ganhou uma medalha de bronze. Ela também ficou em segundo lugar no concurso nacional de pintura de retratos de 1901 organizado pelo estado finlandês. Em 1899, o rei Humberto I comprou uma de suas pinturas. Nesse mesmo ano, participou da Bienal de Veneza.
Seu casamento com Raffaello entrou em crise quando ela descobriu seu caso extraconjugal com sua amiga e pintora finlandesa Dora Wahlroos. O caso acabou rápido, mas o impacto no casamento de Elin foi duradouro. Ela se mudou para a Finlândia em 1903, retornando algum tempo depois para a Itália.

## Morte
Elin perdeu contato com sua terra natal devido à Primeira Guerra Mundial. Ela morreu em 31 de dezembro de 1919, aos 58 anos, em Antignano devido à uma pneumonia.

## Legado
Por causa de sua escolha de temas raros que muitas vezes causavam alguma ofensa aos críticos e ao público, Elin é agora vista como um dos artistas centrais da Era de Ouro da Arte Finlandesa. Ela também foi inclusa na exposição Women in Paris 1850-1900, de 2018.

## Galeria

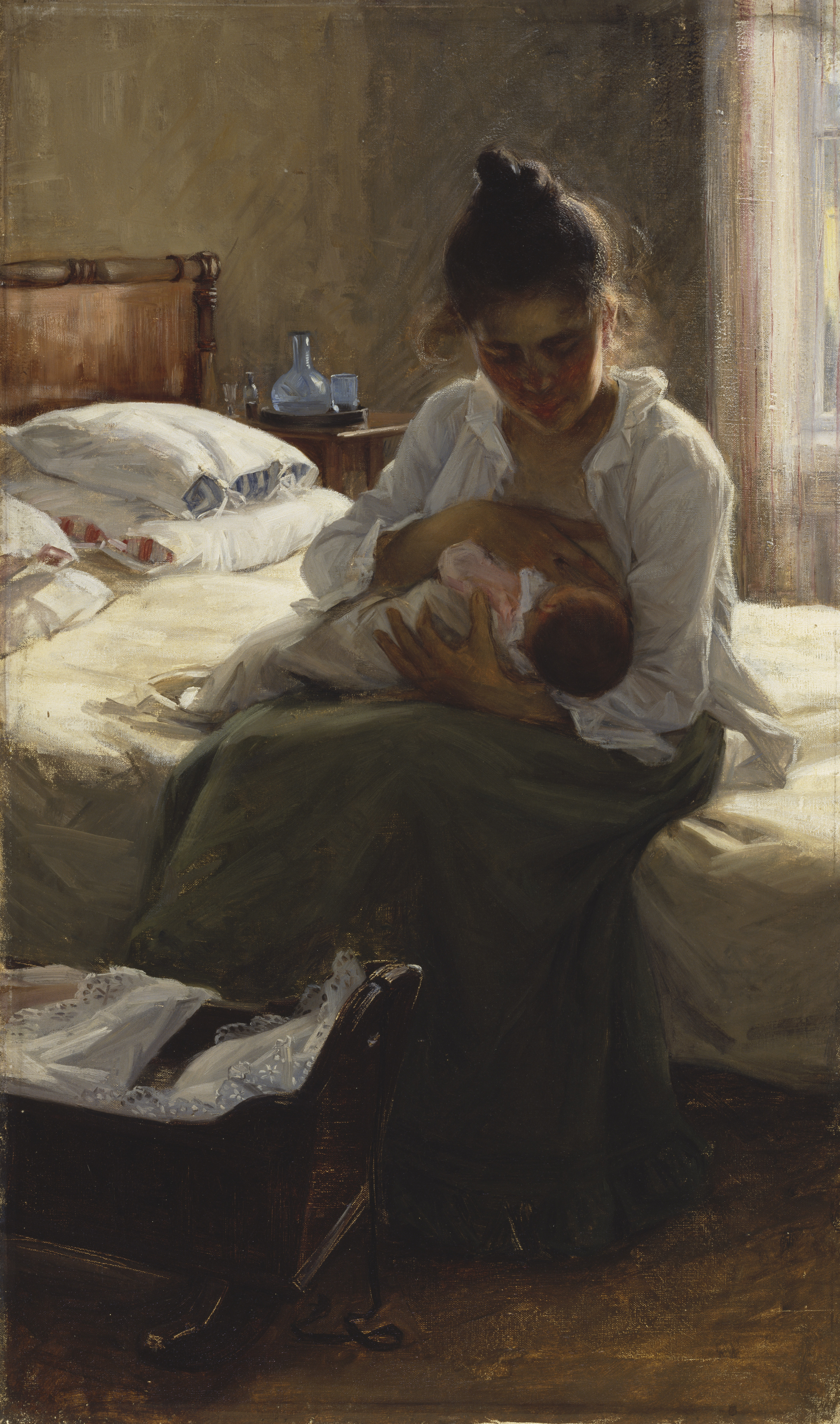
Mother, 1893
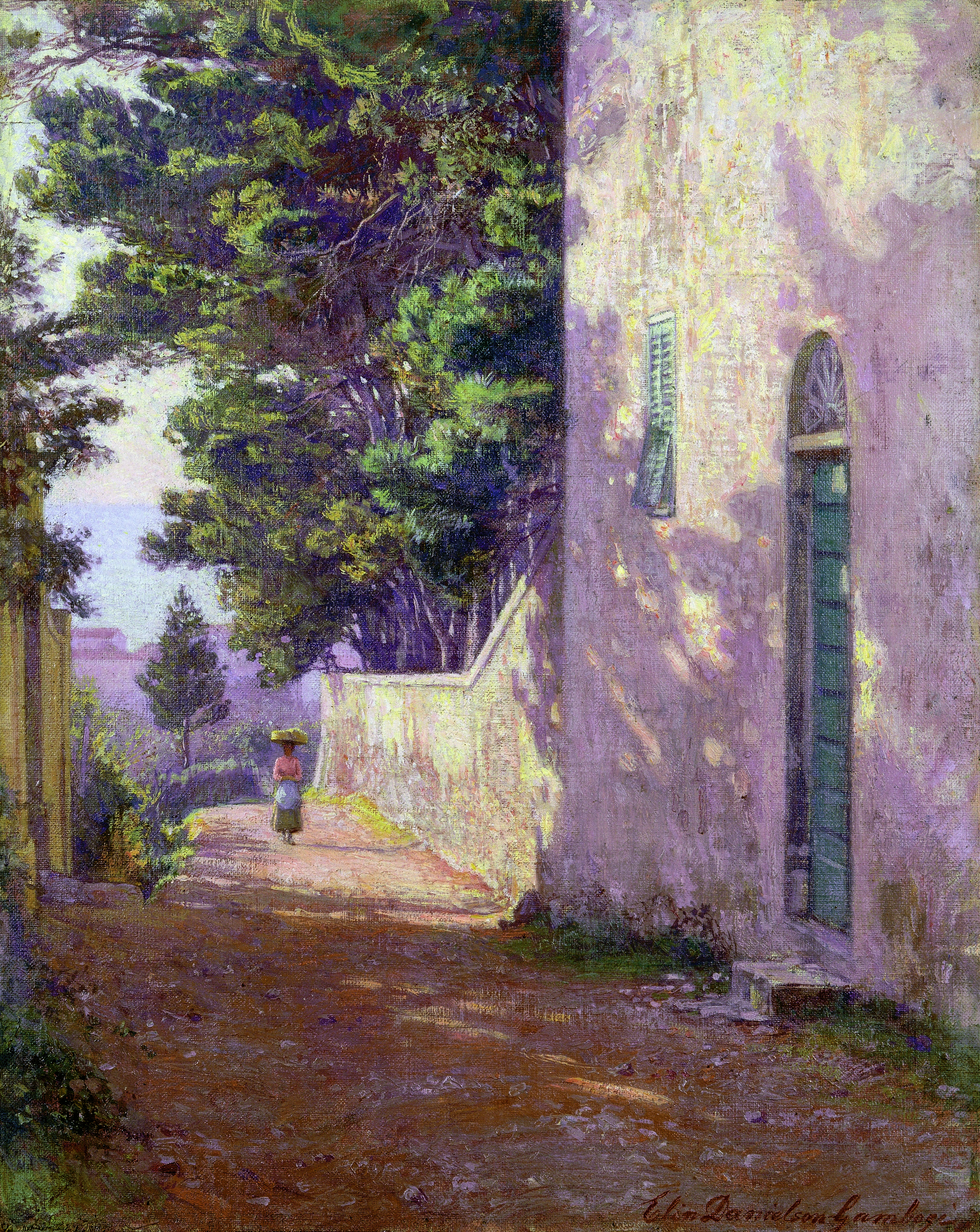
Antignano, 1917
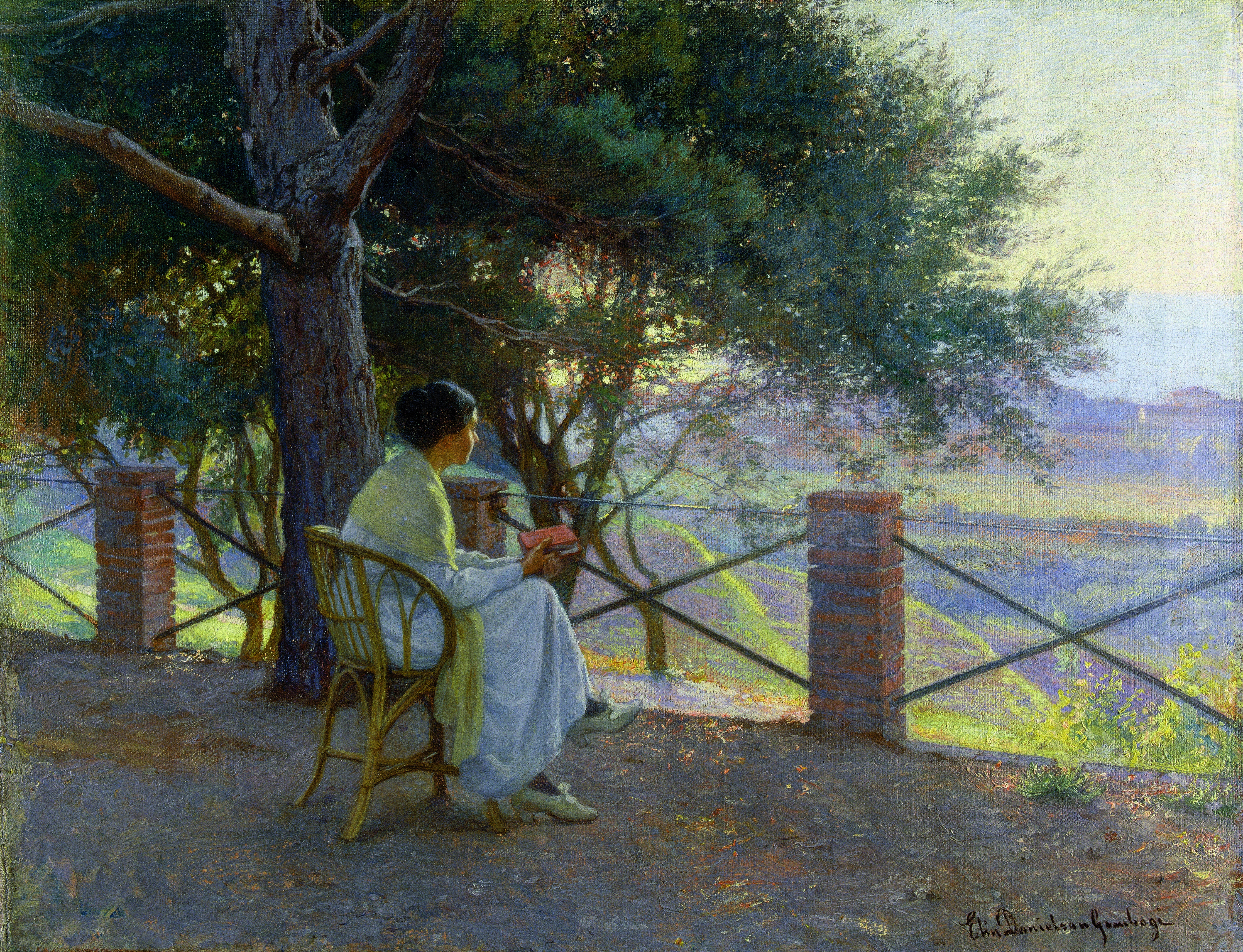
Sunset, 1915
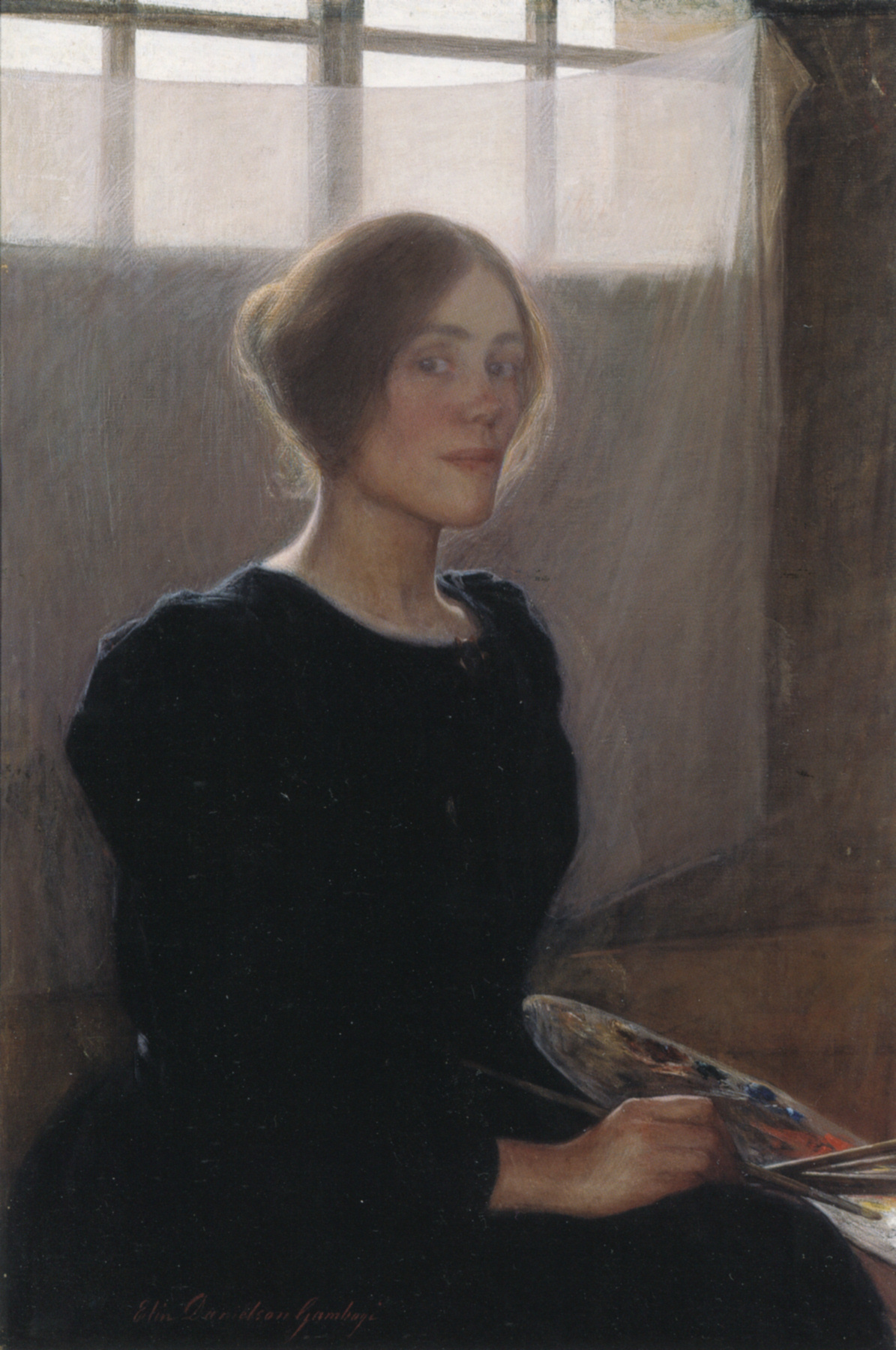
Self-Portrait, 1900
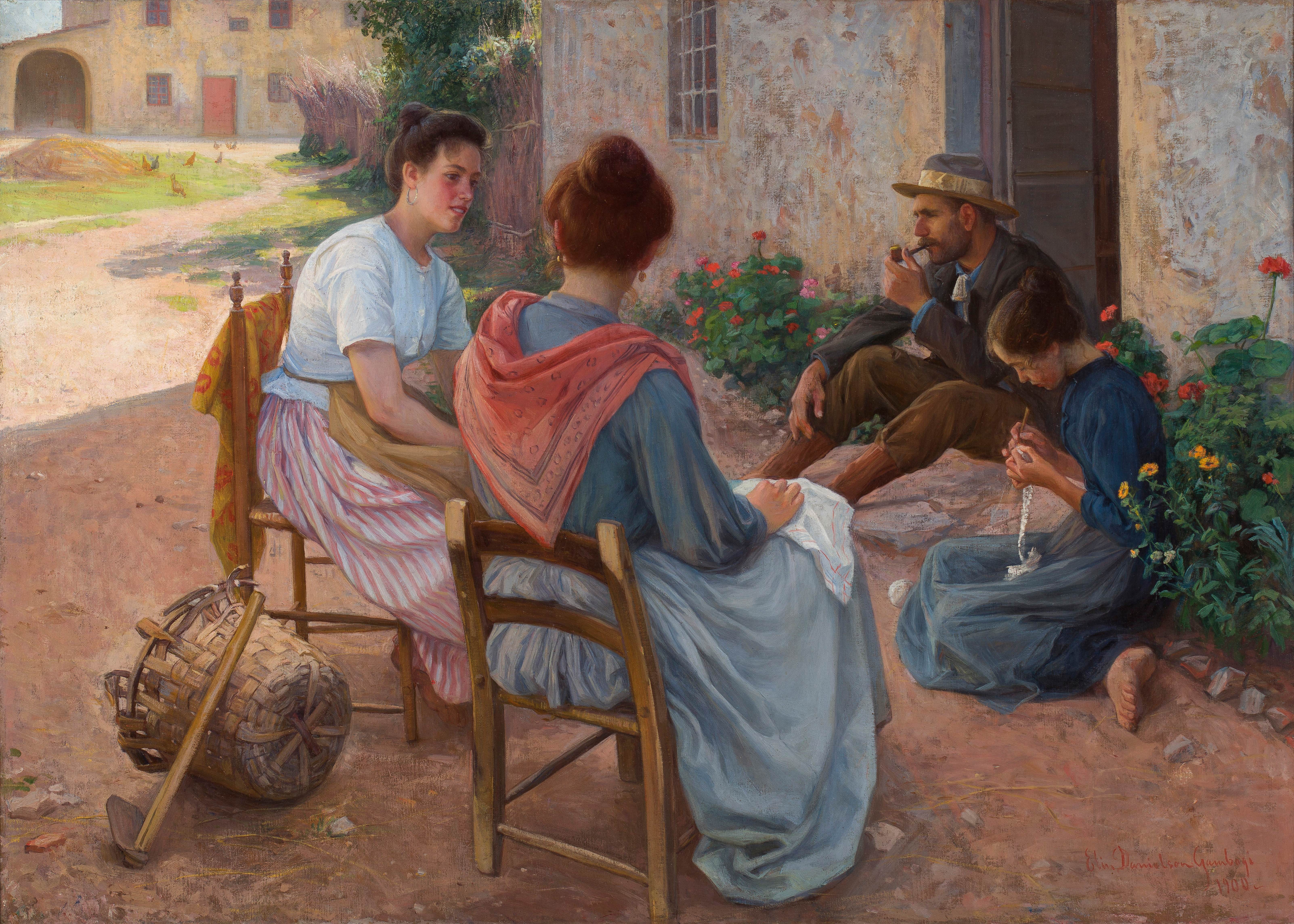
Italian Family, 1900
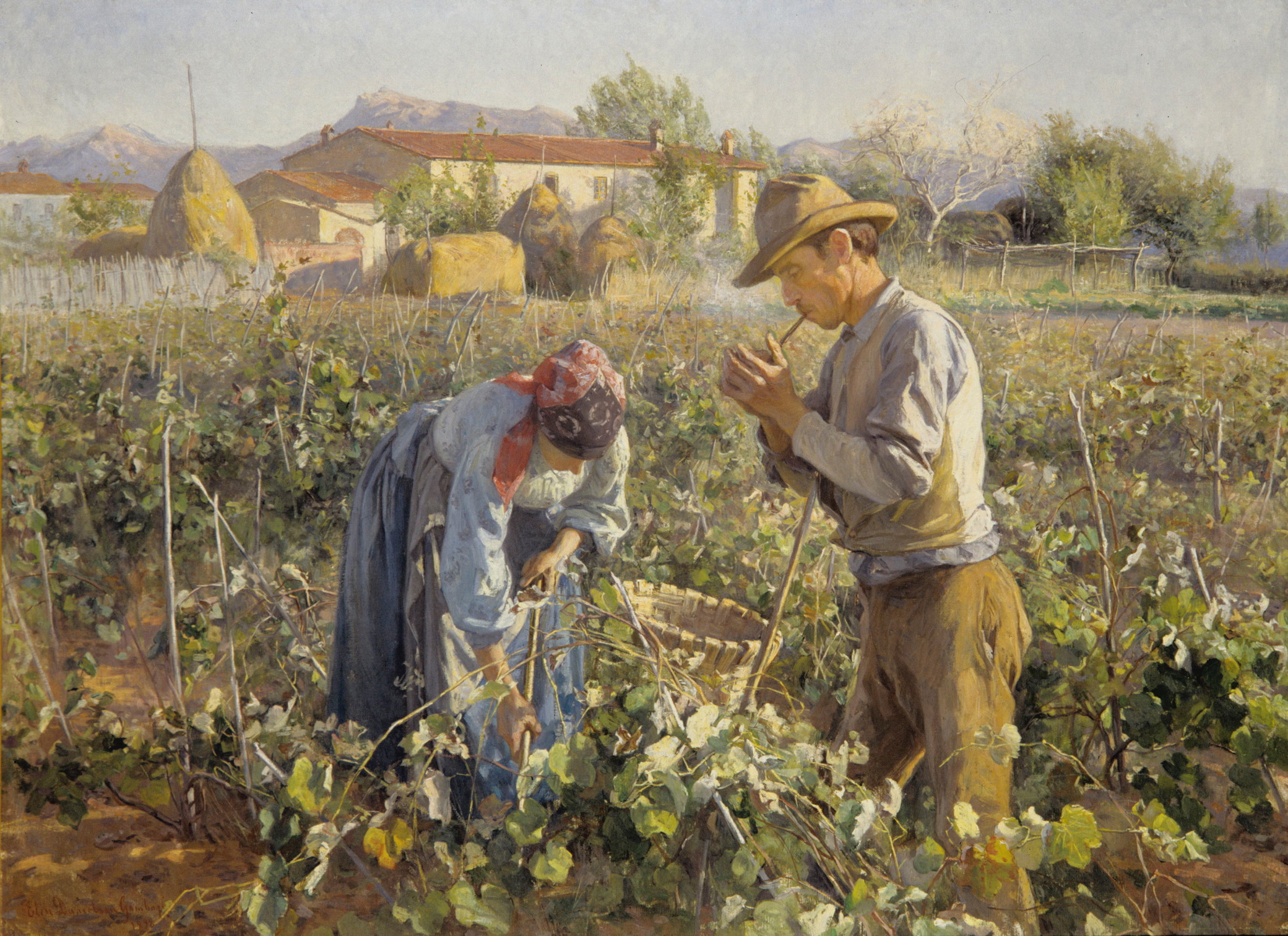
In the Vineyard, 1898
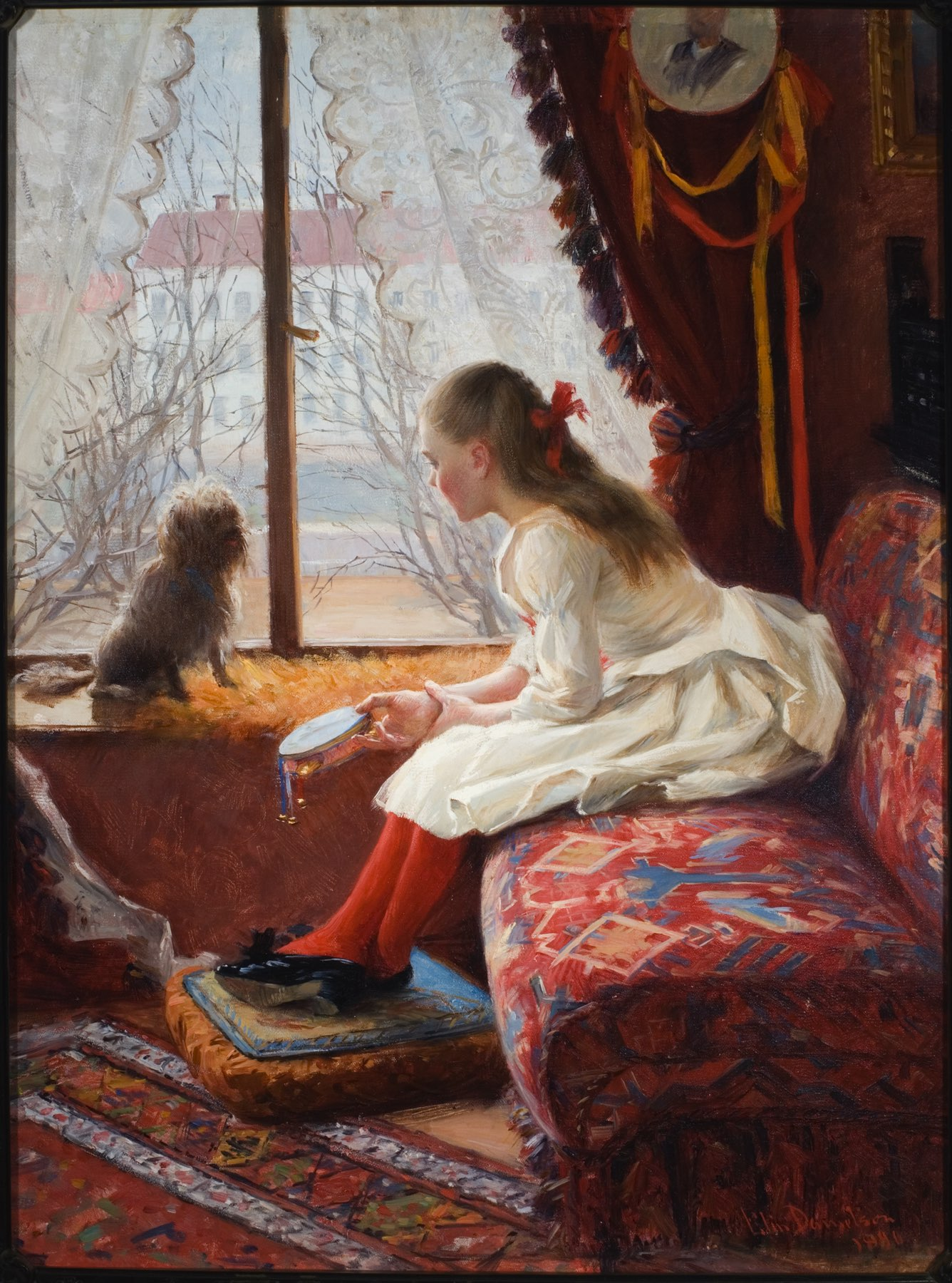
Walborg Jacobsson-Eager, 1890
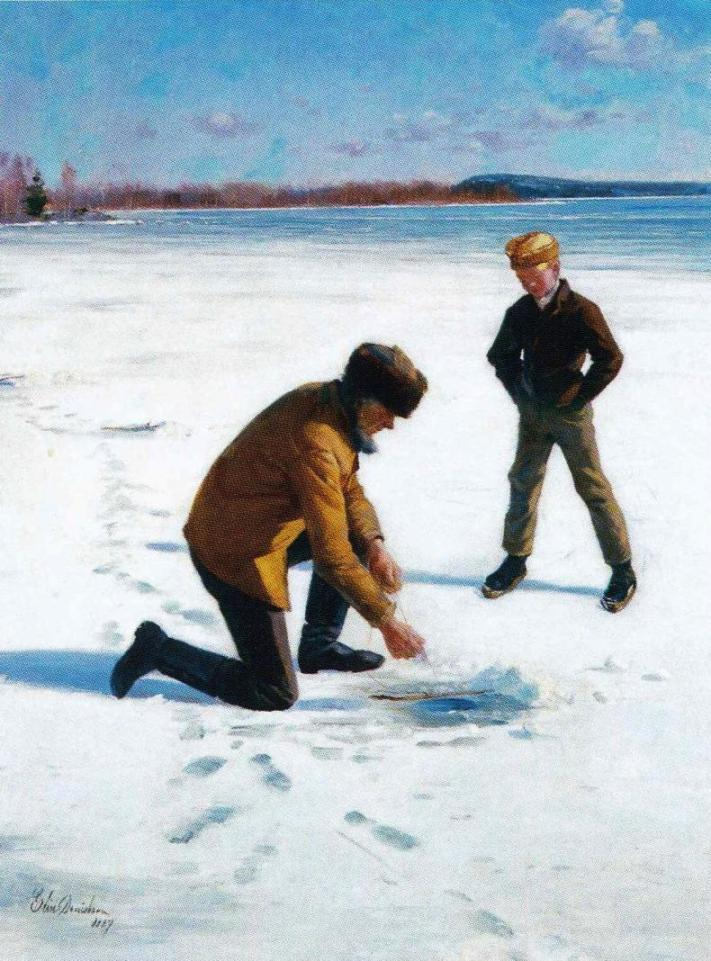
Winter Fishers, 1887